# Мархасев, Виктор Владимирович
Виктор Владимирович Мархасев (род. 8 декабря 1947, Львов, Украинская ССР, СССР) — актёр, режиссёр, постановщик, театральный педагог, профессор Кафедры сценической речи и вокала Школы-Студии МХАТ, Заслуженный работник культуры Российской Федерации.

## Биография
Родился в 1947 году во Львове. Вскоре с семьей переехал в город Курск. В школьные годы увлекся театром, занимался в Театре юного зрителя «Ровесник», основателем и художественным руководителем которого был заслуженный деятель искусств РФ Игорь Владимирович Селиванов. Дружба В. Мархасева и И. Селиванова длилась 54 года.
Первое образование — Курский государственный педагогический институт, физико-математический факультет.
В 1976 году окончил Школу-студию МХАТ имени Вл. И.Немировича-Данченко с отличием по специальности «актёр драматического театра и кино» мастерской Народного артиста СССР Павла Владимировича Массальского. Отказываясь от многочисленных предложений работать в московских театрах, выбирает путь педагога по сценической речи. На выбор профессии в значительной степени повлиял педагог Виктора Владимировича, преподаватель кафедры сценической речи Школы-Студии МХАТ, заслуженный деятель искусств РФ, профессор Ольга Юльевна Фрид.
Сразу после окончания Школы-студии работал во ВГИКе, а с 1982 года — в Школе-студии МХАТ, где продолжает работать по сей день. В настоящее время занимает должность профессора кафедры сценической речи и вокала.
Участвовал в создании дипломных спектаклей курсов под руководством Б. Чиркова, М. Хуциева, В. Маркова, С. Брагарник, А. Попова, О. Табакова, А. Калягина, И. Тарханова, А. Леонтьева, И. Золотовицкого.
С 2017 года преподает в Академии кинематографического и театрального искусства Н. С. Михалкова. Также в течение ряда лет участвует в работе Международной летней театральной школы СТД (Союз театральных деятелей). Художественный руководитель школы — народный артист России, Председатель СТД РФ Александр Калягин.
За время своей педагогической деятельности был преподавателем у таких актёров как Владимир Машков, Евгений Миронов, Ирина Апексимова, Александр Яцко, Сергей Гармаш, Денис Суханов, Константин Лавроненко, Евгений Писарев, Александр Балуев, Алёна Охлупина, Антон Шагин, Максим Матвеев, Анастасия Заворотнюк, Анастасия Дубровская, Полина Гагарина, Андрей Бурковский, Михаил Милькис и др.
Виктор Мархасев ежегодно участвует в Международном конкурсе чтецов в роли члена жюри.
Автор программы и методических рекомендаций к курсу «Основы художественно-коммуникативной деятельности учителя музыки». На занятиях профессор Мархасёв применяет собственную методику: специальные упражнения помогают снять не только психологические, но и физические зажимы. Награждён Орденом Почёта за свои заслуги.
В течение многих лет работал на актёрском факультете «Международного Славянского института им. Г. Р. Державина» («Славянка»), возглавлял Кафедру сценической речи, а также на актёрском факультете ИСИ (Институт современного искусства).
За профессиональные заслуги награждён орденом «Знак Почета».

## Фильмография
- 1976 — «Псевдоним: Лукач» — художественный фильм, СССР, ВНР (Венгрия), режиссёры Манос Захариас, Шандор Кё.
- 1977 — «Хочу быть министром» — художественный фильм, «Мосфильм», режиссёр Екатерина Сташевская.
- 1979 — «Маленькие трагедии» - художественный трёхсерийный фильм, снятый по заказу Государственного комитета СССР по телевидению и радиовещанию. Режиссёр Михаил Швейцер.
- 1984 — «Победа» — художественный фильм, «Мосфильм», Четвёртое творческое объединение, ДЕФА, объединение «Красный круг», в/о «Совинфильм», «С.К.Т.» (Финляндия), режиссёр Евгений Матвеев.
- 2007 — «Закон и порядок, отдел оперативных расследований-2» — телесериал, режиссёр Дмитрий Брусникин.
- 2019 — «Мой педагог Мархасёв…» ( http://chekalina.ru/films/marhasev) — документальный фильм, 39 минут, кинокомпания «Студия ТРЕТИЙ РИМ», создан при Финансовой поддержке Министерства культуры РФ, автор сценария и режиссёр Ольга Чекалина.
- На VI Международном кинофестивале «Восемь женщин» ( г.Москва, 2020 г.), ( http://8womenfest.ru/news/year/2021) фильм получил Приз фестиваля за «Лучший документальный фильм».
- На VIII Международном фестивале кино и ТВ «Славянская сказка» ( г.София, Болгария, 2021г.) фильм получил Специальную награду «За содействие развитию и укреплению международных культурных связей в евразийском пространстве».
- На VII Международном кинофестивале «Отцы и Дети» (г. Орел, 2021 г.) фильм получил Диплом Лауреата I степени и Приз за Лучший документальный фильм в номинации «Влюбленные в искусство».